# Gdaňský záliv
Gdaňský záliv nebo také Gdaňská zátoka (polsky Zatoka Gdańska, rusky Гданьская бухта) je záliv Baltského moře u břehů Ruska (Kaliningradská oblast) a Polska (Pomořské vojvodství). Je 74 km dlouhý a u vstupu do moře 107 km široký. Maximálně je hluboký 115 m. Slanost vody je menší než 8 ‰.

## Přítoky, charakteristika
Do zálivu ústí řeky Visla a Kacza. Na severozápadě Gdaňský záliv odděluje Helská kosa od Pucké zátoky a na jihovýchodě Viselská kosa od Vislanského zálivu. Přílivy jsou smíšené, menší než 10 cm.

## Doprava
Hlavní přístavy na břehu jsou Gdyně a Gdaňsk (Polsko) a Baltijsk (Rusko).

## Fotogalerie

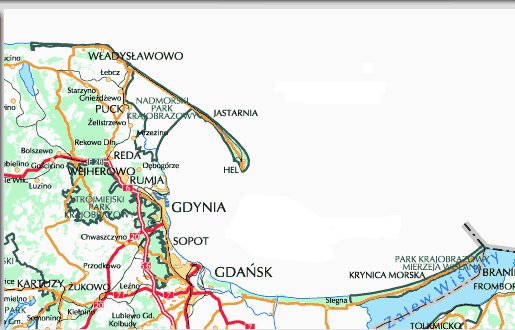
Geografie Gdaňského zálivu
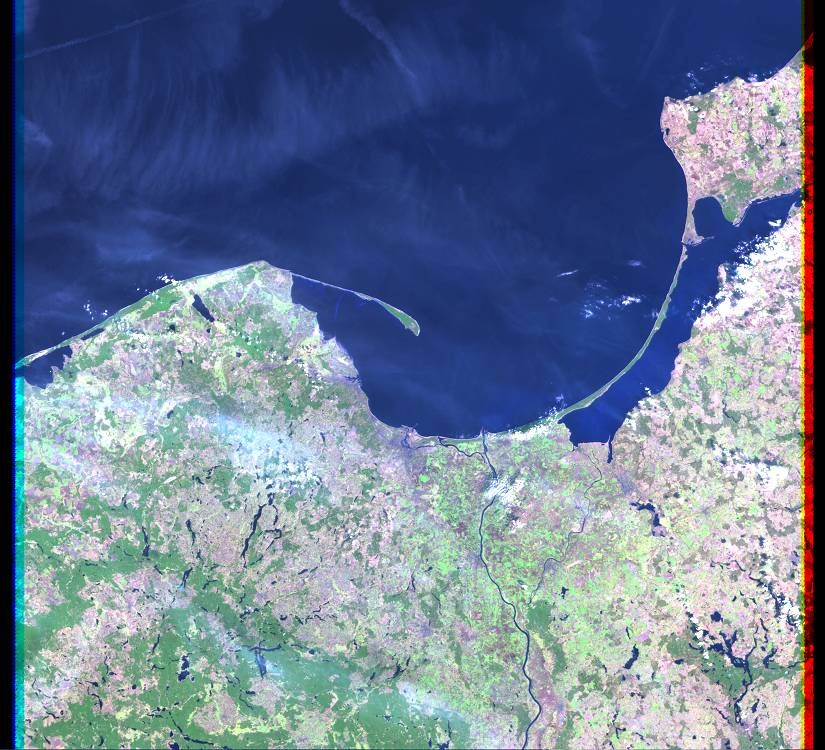
Satelitní snímek Gdaňského zálivu
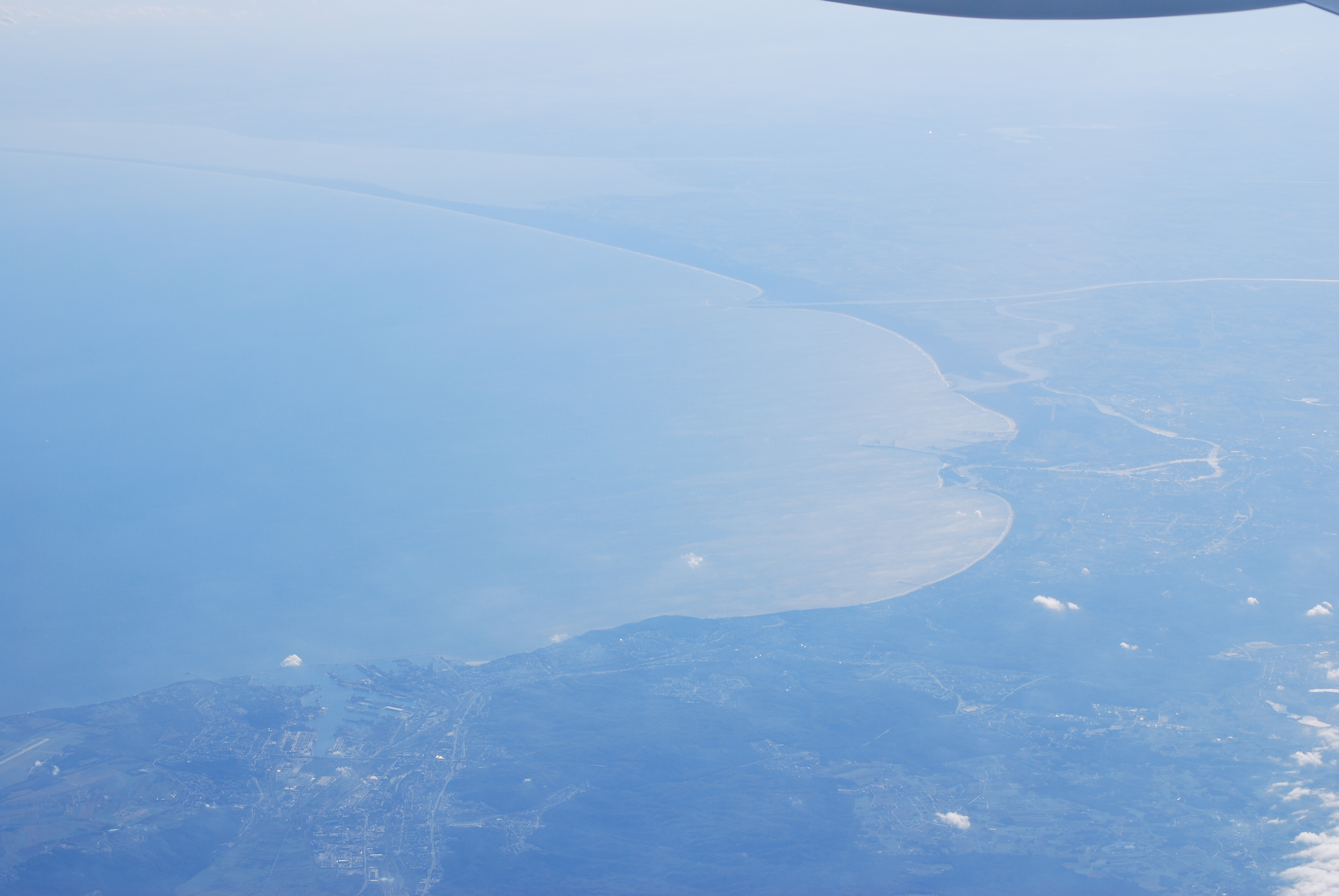
Pohled z letadla na Gdaňský záliv, Gdyni, Gdaňsk, deltu Visly, Mrtvou Vislu a v dálce jižní část Viselské kosy
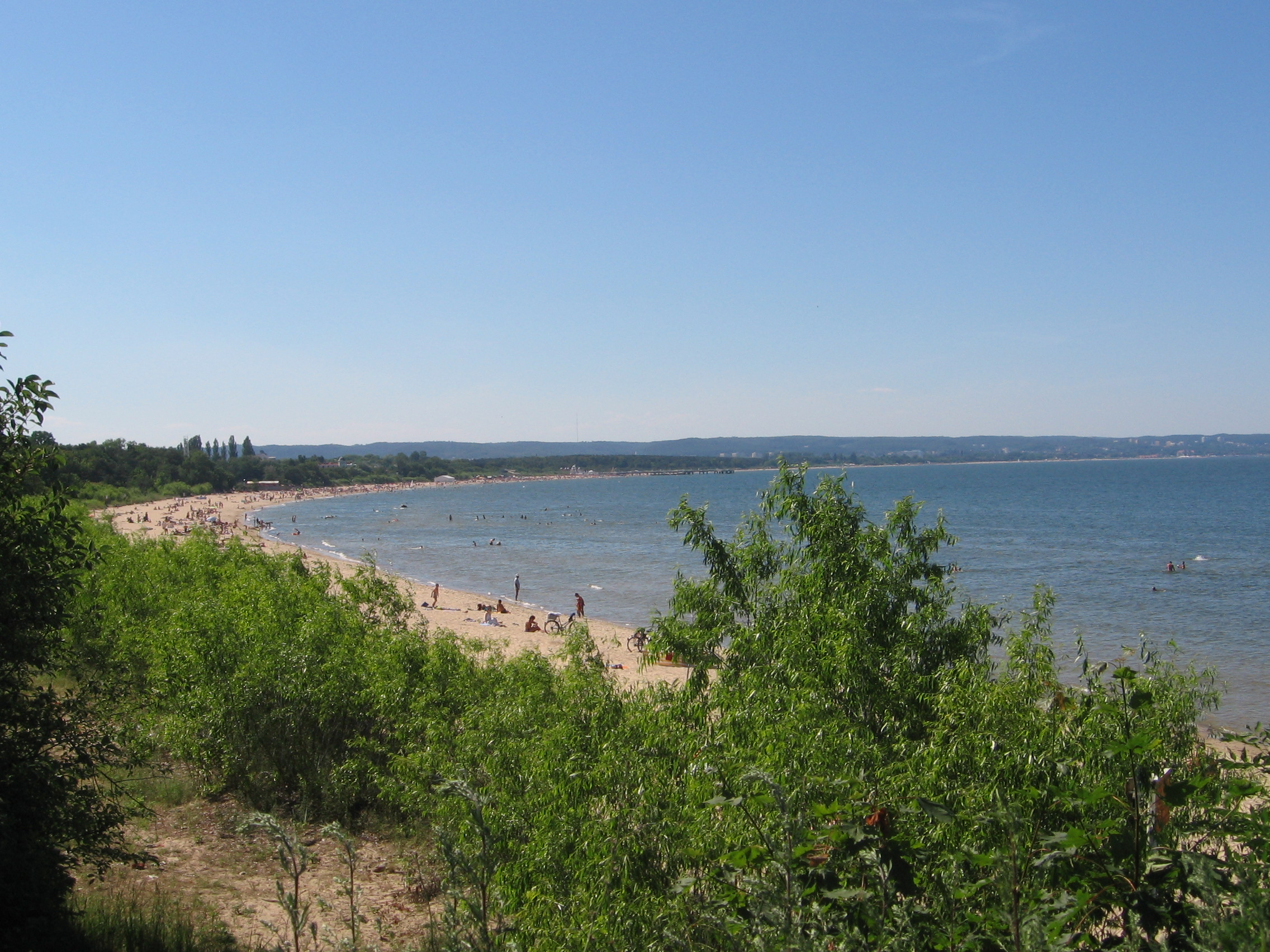
Pláž v zálivu (2006)